# Estação de Santa Cruz do Sul
A Estação de Santa Cruz do Sul foi uma estação ferroviária localizada no município gaúcho de Santa Cruz do Sul. Foi inaugurada em 15 de novembro de 1905 pelo presidente da província, Borges de Medeiros, e serviu como terminal do antigo ramal de Santa Cruz. Encerrou suas atividades em 1965, e atualmente serve como centro cultural.:7